# Episodi di Skatenat! Noa
La prima e unica stagione della serie televisiva Skatenat! Noa, composta da 20 episodi, è andata onda in Spagna dal 29 settembre al 7 dicembre 2019 su Disney Channel. In Italia è stata trasmessa su Disney Channel dal 9 dicembre 2019 al 23 gennaio 2020
| nº | Titolo originale                       | Titolo italiano                          | Prima TV Spagna   | Prima TV Italia  |
| -- | -------------------------------------- | ---------------------------------------- | ----------------- | ---------------- |
| 1  | ¡Es la economía, skaters!              | Corso di economia                        | 28 settembre 2019 | 9 dicembre 2019  |
| 2  | Un extraterrestre del planeta croqueta | Un extraterrestre dal pianeta Crocchetta | 28 settembre 2019 | 9 dicembre 2019  |
| 3  | Todos a una                            | Tutti per uno                            | 5 ottobre 2019    | 10 dicembre 2019 |
| 4  | No sé qué tiene ese bigote             | Non so che hanno questi baffi            | 5 ottobre 2019    | 11 dicembre 2019 |
| 5  | Noa detective                          | Detective Noa                            | 12 ottobre 2019   | 12 dicembre 2019 |
| 6  | Un día de perros                       | Un giorno da cani                        | 12 ottobre 2019   | 13 dicembre 2019 |
| 7  | El casting                             | L'audizione                              | 19 ottobre 2019   | 16 dicembre 2019 |
| 8  | Joeltube                               | Joeltube                                 | 19 ottobre 2019   | 17 dicembre 2019 |
| 9  | El dispensador de núcleos              | Il disperditore di nuclei                | 26 ottobre 2019   | 18 dicembre 2019 |
| 10 | Fortnoa                                | Skate Stars                              | 26 ottobre 2019   | 10 gennaio 2020  |
| 11 | Vaya Familia                           | La famiglia di Theresa                   | 2 novembre 2019   | 13 gennaio 2020  |
| 12 | El honor de los Churchill              | Tutti alla festa!                        | 2 novembre 2019   | 13 gennaio 2020  |
| 13 | Cosas que nunca pasarán                | Passato, presente e futuro               | 9 novembre 2019   | 14 gennaio 2020  |
| 14 | Atrapa la bandera                      | Ruba bandiera                            | 9 novembre 2019   | 15 gennaio 2020  |
| 15 | Amigas de golpe                        | Amiche di colpo                          | 16 novembre 2019  | 16 gennaio 2020  |
| 16 | La rebelión de los droides             | La ribellione dei droidi                 | 16 novembre 2019  | 17 gennaio 2020  |
| 17 | Fuga de Eskatraz                       | Fuga da Eskatraz                         | 30 novembre 2019  | 20 gennaio 2020  |
| 18 | ¡Vota Charlie!                         | Vota Charlie!                            | 30 novembre 2019  | 21 gennaio 2020  |
| 19 | Una cita, un batido y una araña        | Appuntamento con Charlie                 | 7 dicembre 2019   | 22 gennaio 2020  |
| 20 | Me lanzo por la Antártida              | Ritorno in Antartide                     | 7 dicembre 2019   | 23 gennaio 2020  |